# Ligularia sibirica
Ligularia sibirica és una planta de la família de les compostes (Asteraceae). És l'espècie tipus per al gènere Ligularia. És una planta herbàcia perenne d'entre 0,3 a 1,3 m d'alçada, nadiua de pantans i prats d'herba humits a la Sibèria, Europa central i Europa de l'Est. Abans era bastant comuna, però ha desaparegut de molts llocs a Europa, a causa del drenatge dels aiguamolls i la competència d'altres plantes que envaeixen el seu hàbitat natural; quan creixen al costat d'altres plantes d'ombra, les llavors no poden culminar la floració o la germinació d'un conjunt de llavors i es redueix considerablement.
Aquesta espècie, a vegades, creix en jardins per les seves grans fulles i altes tiges en forma com les flors de la margarida groga.